# 6! Setzen – Das Wissensduell Groß gegen Klein
6! Setzen – Das Wissensduell Groß gegen Klein ist eine Unterhaltungsshow im Programm von RTL, die ihre Premiere am 15. September 2007 um 20:15 Uhr feierte. Nach dem Überraschungserfolg über die guten Einschaltquoten wurden weitere Ausgaben in loser Folge produziert. Moderiert wurde die Sendung von Günther Jauch.

## Inhalt
Hier spielen sechs Kinder im Alter von neun und zehn Jahren, die gerade die Grundschule mit Supernoten abgeschlossen haben, im Wissensduell gegen 600 Erwachsene im Studio. Auch die prominenten Gäste müssen vortreten und sich im Duell beweisen, wenn Günther Jauch sie an die Tafel ruft. 
Die Kinder spielen für ihre Schulen, z. B. für den neuen Anstrich des Klassenzimmers oder für die nächste Klassenfahrt. Die prominenten Überraschungsgäste spielen genauso für einen guten Zweck, während die Publikumskandidaten für sich antreten.

## Spielablauf
Die Fragen stammen aus verschiedenen Unterrichtsfächern nach dem Stundenplan (von Montag bis Freitag mit jeweils fünf Unterrichtsstunden) aus der Grundschule. Das Spiel beginnt am Montag mit der 1. Stunde. Ein Kind tritt gegen einen Prominenten bzw. einen Publikumskandidaten an. Beide müssen auf die Frage des Lehrers (Moderator) schriftlich antworten. Antworten beide richtig, werden ihnen beiden € 2.500,00 auf ihrem Team-Konto gutgeschrieben. Antwortet nur einer richtig, wird bei ihm sogar € 5.000,00 gutgeschrieben, für den anderen heißt es leider „6! Setzen“. D. h., dass er sich wieder setzen muss und sein bisheriger Verdienst mit nur einer einzigen Voraussetzung gerettet werden kann, indem mindestens die Hälfte seines Teams die richtige Antwort gegeben hat. Andernfalls ist das Geld, was der letzte Kandidat seines Teams erspielt hat, verloren.
Die Kandidaten eines Teams spielen so lange, bis entweder einer falsch antwortet, spätestens allerdings wenn der nächste Tag auf dem Stundenplan beginnt. Der Hintergrund ist der, dass möglichst jeder (vom Kinder- und Prominententeam) mindestens einmal auftreten darf.

### Joker
Weiß ein Kandidat einmal nicht weiter, so kann er von einem Mitglied aus seinem Team abschreiben, den er sich zwar aussuchen darf, aber nicht vorher weiß, ob seine Antwort nun richtig oder doch falsch ist. Die Antwort des Auserwählten wird also für ihn übernommen.

## Bisherige Mitstreiter

### 1. Ausgabe
...am 15. September 2007:
Die Prominenten:
- Reiner Calmund
- Gaby Köster
- Henry Maske

Ihr Gewinn: € 25.000,00
Die Kinder:
- Sarah Einmold
- Amina el Baz
- Leonie Fast
- Miká Flunkert
- Konstantin Skudler
- Steven Zepmeusel

Ihr Gewinn: € 45.000,00

### 2. Ausgabe
...am 24. November 2007:
Die Prominenten:
- Karl Dall
- Nazan Eckes
- Oliver Pocher

Ihr Gewinn: € 45.000,00
Die Kinder:
- Giuseppe Bartoli
- Taale Frese
- Anna-Lena Glaab
- Maria Herick
- Simon Thel
- Sebastian Wilczek

Ihr Gewinn: € 65.000,00

## Andere Versionen
- Das weiß doch jedes Kind! mit Cordula Stratmann auf Sat.1
- Der große Schultest mit Jörg Pilawa in der ARD
- Are You Smarter Than a 5th Grader? („Sind Sie schlauer als ein Fünftklässler?“) US-amerikanisches Originalkonzept
- Are You Smarter Than a 10-year-old? („Sind Sie schlauer als ein Zehnjähriger?“) Die britische BBC-Version